# Egisto Ferroni
Egisto Ferroni (Lastra a Signa, 14 dicembre 1835 – Firenze, 25 maggio 1912) è stato un pittore italiano.

## Biografia
Studiò all'Accademia di belle arti di Firenze, sotto la guida di Enrico Pollastrini, Stefano Ussi e Antonio Ciseri.
La prima prova di una certa rilevanza fu del 1868 con il quadro Le trecciaiole, esposto alla Società d'incoraggiamento di Belle Arti di Firenze. La tela colpì soprattutto per la sua vastità di dimensioni che solitamente non erano riservate a opere di contenuto agreste. La pittura di Ferroni cominciava a far risaltare la presenza scenica delle sue figure, in contrapposizione con la tenuità dei colori utilizzati. L'atteggiamento dimesso e severo dei suoi personaggi, alle prese con il lavoro dei campi o la dura vita quotidiana, lo mise in rotta di collisione con il suo mercante di riferimento, Luigi Pisani, che pretendeva scene più leggere e garbate. Ferrori si legò allora a Gioacchino Herts, conte di Frassineto e facoltoso proprietario terriero, che divenne suo mecenate per oltre vent'anni.
Nel 1878 partecipò con due opere all'Esposizione Universale di Parigi e nel 1883 all'Esposizione Internazionale di belle arti di Roma, con Giovanni Fattori, Eugenio Cecconi, e altri pittori macchiaioli. Nel 1897 venne invitato alla Biennale di Venezia. 
Pittore che alle luci della ribalta preferì spesso l'isolamento delle campagne, ebbe notevole fortuna durante la sua vita artistica, per poi perdere gradualmente considerazione due decenni dopo la sua morte. Il suo naturalismo di respiro europeo non riuscì a superare la dura prova del tempo.